# 野辺健太
野辺 健太（のべ けんた、1992年11月30日 - ）は、日本の男性声優。東京都足立区出身。

## 人物
東京都立足立工業高等学校、文化学院声優科卒。アトミックモンキー養成所を卒業後フリーに。2016年バニラシュガースタジオと業務提携。2018年ムーラン・ルージュプロダクションに所属。2020年3月末に退所し、バニラシュガースタジオとの契約期間も終了した。
ファンのことは仏という。

## 出演
※太字はメインキャラクター。

### ゲーム
時期不明
- 古の女神と宝石の射手（旅人クリスト Mr.マンデー）
- 三国志ものがたり（書生）

2013年
- 英国探偵ミステリア（骨董品店 店主 ほか）

2015年
- 絶対迷宮 秘密のおやゆび姫（コガネムシ、ゲイティル ほか）

2019年
- 乙女剣武蔵（伊東一刀斎 ほか）

### BLCD
2016年
- 私立オメガ学園 第一弾（映画監督、加藤 ほか）
- 私立オメガ学園 第二弾（諏訪先生 ほか）
- 私立オメガ学園 第三弾（榎本一 ほか）
- 『男子校●REC!』放課後★告白大作戦編（桜井 ほか）

2017年
- 居残り授業（結城せな）
- 告白から始めました。（姫野創史郎 ほか）

2018年
- 箱の中/檻の外（堂野崇文）

### ドラマCD
- Marionette Cradle 2 ハロウィンと水の都（2017年、オスカー・ジーン）

### デジタルコミック
- 椿くんの熱におぼれたい（2022年、社長[2]）
- 転生婚（2022年、国王、他[3]）
- 狐に嫁入り（2022年、笹崎 旦那[4]）
- 贄姫の婚姻 身代わり王女は帝国で最愛となる（2023年、シャノバン国王陛下、他[5]）
- 拝啓見知らぬ旦那様、離婚していただきます（2023年、ワイナルド[6]）

### ラジオ
- 文化放送「小西克幸・小川麻琴のぶんぶんシアター」（文化放送：学生アシスタント）
- 野辺健太と遊ぼう　ニコニコ生放送（ニコニコ動画）　花梨チャンネル内
- ストロベリーセッション　ニコニコ生放送　花梨チャンネル内
- オメガラジオ　ニコニコ生放送　花梨チャンネル内

### CMナレーション
- BS11「断然 パ・リーグ主義!!」
- BS11「スーパーファイティングIGF～GENOME20」